# Црква Свете Марине у Орешковици
Црква Свете Марине у Орешковици, насељеном месту на територији општине Велико Градиште припада Епархији браничевској Српске православне цркве.
Четири иконе са старог иконостаса цркве представљају непокретна културна добра као споменик културе као вредна сликарска дела настала у периоду непосредно пред почетак Првог српског устанка.